# Diclasiopa lacteipennis
Diclasiopa lacteipennis är en tvåvingeart som först beskrevs av Friedrich Hermann Loew 1862.  Diclasiopa lacteipennis ingår i släktet Diclasiopa och familjen vattenflugor. Arten är reproducerande i Sverige. Inga underarter finns listade i Catalogue of Life.